# Safia minta
Safia minta är en fjärilsart som beskrevs av William Schaus 1901. Safia minta ingår i släktet Safia och familjen nattflyn. Inga underarter finns listade.